# Municipalité du district de Tauragė
La municipalité du district de Tauragė (en lituanien : Tauragės rajono savivaldybė) est l'une des soixante municipalités de Lituanie. Son chef-lieu est Tauragė.

## Seniūnijos de la municipalité du district de Tauragė
- Batakių seniūnija (Batakiai)
- Gaurės seniūnija (Gaurė)
- Lauksargių seniūnija (Lauksargiai)
- Mažonų seniūnija (Mažonai)
- Skaudvilės seniūnija (Skaudvilė)
- Tauragės seniūnija (Tauragė)
- Tauragės miesto seniūnija (Tauragė)

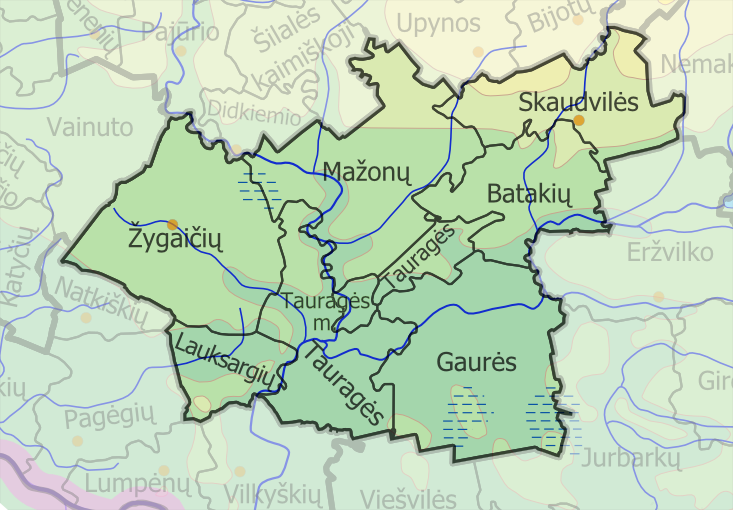
Seniūnijos de la municipalité du district de Tauragė.

- Žygaičių seniūnija (Žygaičiai)